# Силвия Ърл
Силвия Ърл (на английски: Sylvia Earle) е американска морска биоложка, изследовател, автор и лектор.

## Биография
Родена е на 30 август 1935 г. в САЩ.
„Вечер – обяснявала тя – се виждат много риби, които не се забелязват денем.“
Силвия ръководи екип от водолази, изучава скритите течения и открива подводни растения.